# Hercule et Aladdin
Hercule et Aladdin est un épisode de la série télévisée américaine Hercule de Phil Weinstein diffusé en 1999.

## Synopsis
Après sa mort dans Le Retour de Jafar, Jafar se retrouve dans le monde des morts, dont Hadès est le dieu. Ils s'allient et montent un plan pour dresser Hercule contre Aladdin...

## Fiche technique
- Titre original : Hercules and the Arabian Nights
- Réalisation : Phil Weinstein
- Scénario : Robert Askin, John Behnke, Bill Braunstein, Rob Humphrey, Michael Merton, Madellaine Paxson, Jim Peterson
- Série télévisée : Hercule
- Épisode : 44
- Saison : 1
- Durée : 30 minutes
- Production : Robert Schooley, Mark McCorkle
- Sociétés de production : Walt Disney Television, Thai Wang Film Productions, S.O.B. Production
- Distribution : Buena Vista Television
- Producteur exécutif : Tad Stones
- Musique originale : Adam Berry, Kevin Quinn, J. Eric Schmidt
- Pays d'origine : États-Unis
- Catégorie : Péplum, Contes des mille et une nuits
- Genre : Science-fiction
- Style de suite : Crossover
- Chaînes de diffusion françaises : TF1, Toon Disney
- Date de première diffusion aux États-Unis : 10 février 1999

## Voix originales
- Tate Donovan : Hercule
- Scott Weinger : Aladdin
- French Stewart : Icare
- James Woods : Hadès
- Jonathan Freeman : Jafar
- Linda Larkin : Jasmine
- Bob Goldthwait : Peine
- Matt Frewer : Panique
- Robert P. Costanzo : Philoctète

## Voix françaises
- Emmanuel Garijo : Hercule
- Guillaume Lebon : Aladdin
- Féodor Atkine : Jafar
- Valérie Karsenti : Jasmine
- Guy Chapellier : Hadés
- Éric Métayer : Peine et Panique
- Gérard Surugue : Philoctète (Phil)
- Hervé Rey : Icare